# Rock and Roll Over
A Rock and Roll Over a KISS zenekar ötödik stúdióalbuma. A lemez legnagyobb sikerei a Calling Dr. Love és a Hard Luck Woman.
Az album borítóját Michael Doret tervezte (a Sonic Boom borítóját is ő készítette).

## Számlista
|     | Cím                    | Szerző(k)                  | Ének    | Hossz |
| --- | ---------------------- | -------------------------- | ------- | ----- |
| 1.  | I Want You             | Paul Stanley               | Stanley | 3:04  |
| 2.  | Take Me                | Stanley, Sean Delaney      | Stanley | 2:56  |
| 3.  | Calling Dr. Love       | Gene Simmons               | Simmons | 3:44  |
| 4.  | Ladies Room            | Simmons                    | Simmons | 3:27  |
| 5.  | Baby Driver            | Peter Criss, Stan Penridge | Criss   | 3:40  |
| 6.  | Love 'Em and Leave 'Em | Simmons                    | Simmons | 3:46  |
| 7.  | Mr. Speed              | Stanley, Delaney           | Stanley | 3:18  |
| 8.  | See You in Your Dreams | Simmons                    | Simmons | 2:34  |
| 9.  | Hard Luck Woman        | Stanley                    | Criss   | 3:34  |
| 10. | Makin' Love            | Stanley, Delaney           | Stanley | 3:14  |

## Közreműködők
- Gene Simmons – basszusgitár, ének
- Paul Stanley – ritmusgitár, ének
- Ace Frehley – szólógitár, vokál
- Peter Criss – dob, tamburin, ütőhangszerek, ének

| Ország      | Helyezés |
| ----------- | -------- |
| USA         | 11       |
| Japan       | 15       |
| Ausztria    | 16       |
| Kanada      | 16       |
| Németország | 39       |
| Svédország  | 9        |

| Egyesület  | Státusz       | Eladások  |
| ---------- | ------------- | --------- |
| RIAA (USA) | dupla platina | 2.000.000 |

## Külső hivatkozások
- Kiss FAQ – Rock and Roll Over Archiválva 2009. augusztus 22-i dátummal a Wayback Machine-ben, Accessed on July 9, 2005.